# Ирхидей
Ирхиде́й (бур. Эрхидэй - название булагатского рода) — село в Осинском районе Усть-Ордынского Бурятского округа Иркутской области. Образует муниципальное образование «Ирхидей».

## Общие сведения
Находится в 12 км к северо-западу от районного центра, села Оса. и в 152 км к северу от Иркутска, по Александровскому тракту, на берегу Братского водохранилища.

## Население
| 2002 | 2010 | 2011 | 2012 | 2013 | 2014 | 2015 |
| ---- | ---- | ---- | ---- | ---- | ---- | ---- |
| 754  | ↘730 | ↘729 | ↗738 | ↗748 | ↗754 | ↗755 |
| 2016 | 2017 |      |      |      |      |      |
| ↘753 | ↗764 |      |      |      |      |      |